# Blåskärm

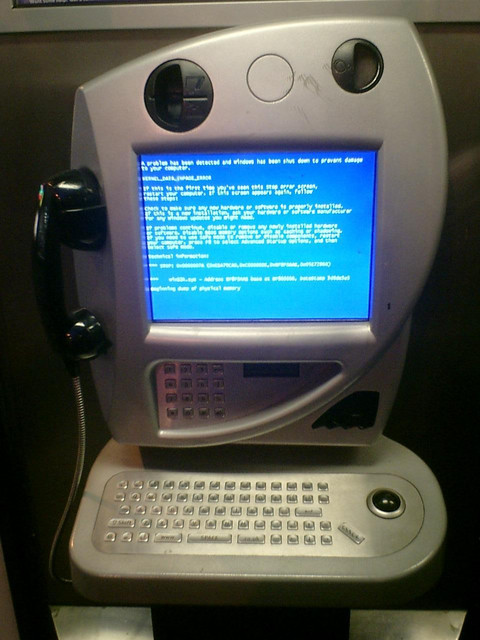
En betaltelefon med blåskärm.

En blåskärm visas på datorskärmen när operativsystemet Windows drabbas av ett allvarligt systemfel. På engelska kallas blåskärm Blue Screen eller Blue Screen of Death, vilket förkortas BSoD.
När en blåskärm visas så låser sig datorn vanligtvis helt, och en omstart krävs för att den ska bli användbar igen. Beroende på Windowsversion kan utseendet på blåskärmen variera. Blåskärm blir alltmer sällsynt eftersom Windows på senare år fått en stabilare arkitektur. När ett allvarligt fel inträffar som Windows inte kan återhämta sig från automatiskt så startar kärnan stopprutinerna som dumpar kärnan och presenterar den ikoniska blåa skärmbilden med information om händelsen. Denna information kan senare användas för felsökning.
I tidiga betaversioner av Windows Vista, kodnamn Longhorn finns det även en röd skärm som visas vid bootfel.

## Design
Som standard är texten vit (CGA-färg 0x0F; HTML-färg #FFFFFF) på en blå bakgrund (EGA-färg 0x01; HTML-färg #0000AA).
Det finns ett tillägg som gör det möjligt för användare att ändra en inställning i system.ini som låter användaren välja en annan text- och bakgrundsfärg än den som är standard bland 16 CGA-färger.
Varianten i Windows 9.x. använder textläget 80x25. Teckensnittet är identiskt till Terminal. Blåskärmen i Windows NT använder också textläget 80x25 med skärmupplösningen 720x400. Blåskärmen i Windows XP använder teckensnittet Lucida Console med skärmupplösningen 640x480.

## Windows NT-baserade

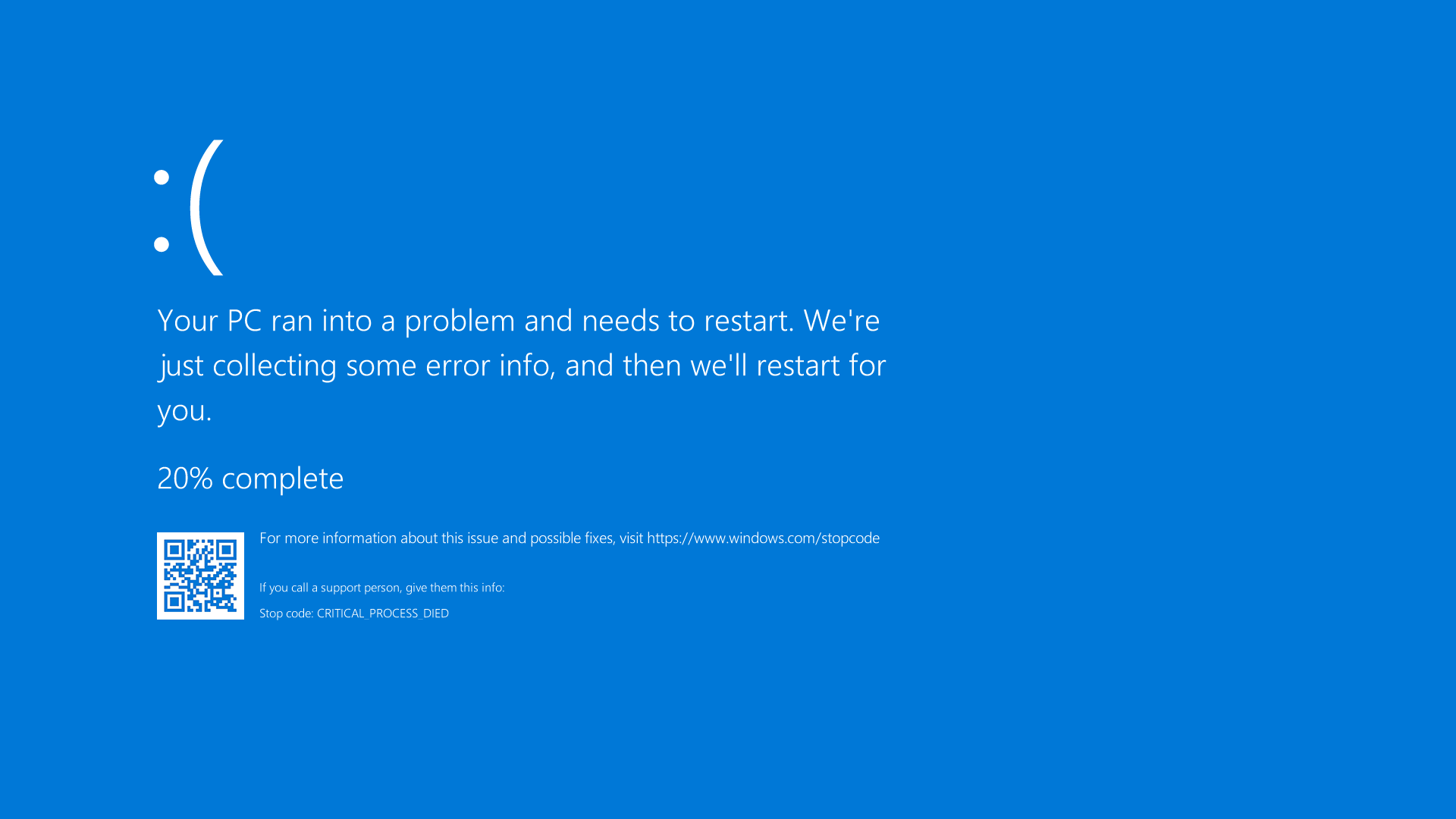
Blåskärm i engelskspråkig version av Windows 10.

I Windows NT-baserade operativsystem, till exempel Windows 2000, XP, 7 och 10 är den egentliga benämningen STOP error och inträffar när kärnan eller en drivrutin som körs i kärnläge drabbas av ett fel som kärnan inte kan återhämta. Den vanligaste orsaken till att blåskärm inträffar är att drivrutinerna körs i samma nivå som kärnan (ring 0).
Ett "Stop"-meddelande innehåller en felkod och ett symboliskt namn (exempelvis 0x0000001E, KMODE_EXCEPTION_NOT_HANDLED).
I Windows 10 och nyare finns en QR-kod med i blåskärmsmeddelandet som man kan scanna med till exempel en smartmobil ifall man vill ta del av detaljer om det uppkomna felet.

## Äldre Windows-versioner

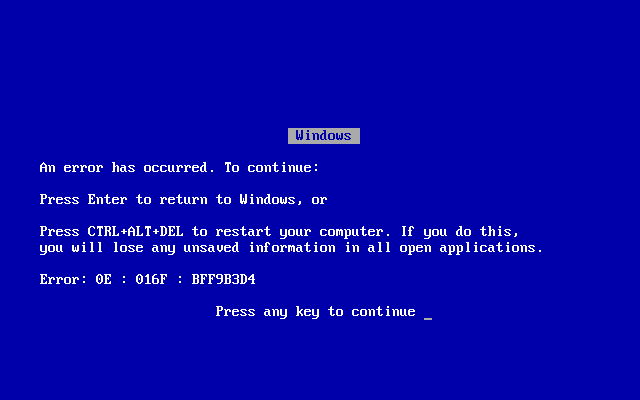
Blåskärm i Windows 9X/ME.

En blåskärm kan även inträffa i Microsofts äldre operativsystem för hemanvändare – Windows 3.x, Windows 95, 98 och ME. Utseendet är annorlunda jämfört med det som visas i Windows NT-baserade operativsystem. I dessa operativsystem är ofta en vanlig orsak till en blåskärm fel i virtuella drivrutiner, förkortat VxD.

## Formater
Ursprungligen visade BSoD en silverfärgad text på en kungligt blå bakgrund med information om aktuella minnesvärden och register. Från och med Windows Server 2012 (släppt i september 2012) antog Windows en himmelsblå bakgrund. Tidigare versioner av Windows 11 använde en svart bakgrund, vilken ändrades till mörkblå från och med build 22000.348, och sedan tillbaka till svart från build 26120.3653. Förhandsversioner av Windows 10, Windows 11 och Windows Server (tillgängliga i Windows Insider-programmet) har en mörkgrön bakgrund i stället för blå. Windows 3.1, 95 och 98 stödjer justering av skärmfärgen, medan färgen i Windows NT-familjen är hårdkodad.
Windows 95, 98 och Me visar sina BSoD i textläge 80×25 med en skärmupplösning på 720×400. BSoD i Windows NT-familjen använde ursprungligen textläge 80×50 med en skärmupplösning på 720×400 men ändrades för att använda en skärmupplösning på 640×480 från och med Windows 2000 upp till 7. BSoD i Windows 8 och Windows Server 2012 visas i högre upplösningar än tidigare versioner av Windows, där den högsta skärmupplösningen som är tillgänglig på UEFI-maskiner används. På äldre BIOS-maskiner använder de upplösningen 1024×768 som standard, men kan också konfigureras för att använda den högsta tillgängliga upplösningen (med hjälp av 'highestmode' parametern i startkonfigurationsdata).  Versioner av Windows 95, 98, Me och NT fram till Windows 2000 använde textlägesfonter som tillhandahålls av grafikkortet, Windows 2000 använde en inbyggd kärnlägesfont, Windows XP, Vista och 7 använde fonten Lucida Console, och Windows 8 och Windows Server 2012 och senare versioner använde fonten Segoe UI.
Windows 10 build 14316 och senare använder samma format som Windows 8 men har en QR-kod som leder till en Microsoft-supportwebbsida som försöker hjälpa användare att åtgärda problemet steg för steg. Detta format bibehölls i Windows 11, men build 26120.3653 ändrar layouten för att bättre matcha användargränssnittet i Windows 11, där QR-koden tas bort bland andra ändringar.
Stop-fel kan jämföras med kärnpaniker i macOS, Linux och andra Unix-liknande system, samt med felkontroller i OpenVMS. Att bemästra diagnostik av BSOD gör inte bara en specialist bättre på att avhjälpa problem utan fördjupar också förståelsen av hur Windows hanterar hårdvaruresurser, minne, processer och drivrutiner.
Ett känt fall av BSoD på Windows 9x inträffade under en presentation av en beta-version av Windows 98, ledd av Bill Gates på COMDEX den 20 april 1998: demodatorn låste sig med BSoD när hans assistent Chris Capossela anslöt en skanner till datorn för att demonstrera stöd för Plug and Play-enheter i Windows 98. Denna händelse väckte ett starkt bifall från publiken och Gates svarade (efter en nervös paus): "Det är därför vi fortfarande inte levererar Windows 98".